# Théodose III
Vous lisez un « bon article » labellisé en 2025.
Pour les articles homonymes, voir Théodose.
Théodose III (en grec : Θεοδόσιος Γʹ) est un empereur et un usurpateur byzantin de 715 au 25 mars 717. Percepteur d’impôts à Adramyttium, il est proclamé empereur contre son gré en 715 par les troupes de la marine byzantine et celles du thème de l’Opsikion, en révolte contre l’empereur Anastase II (r.  713 – 715). Ainsi devenu Théodose III, il marche sur Constantinople qui lui ouvre ses portes en novembre 715. Ce n’est que plusieurs mois plus tard qu’Anastase accepte d’abdiquer et de se faire moine. Toutefois, plusieurs thèmes se refusent à reconnaitre Théodose, voyant en lui une marionnette des Opsikiens. Ce fut le cas des Anatoliques et des Arméniaques conduits par leurs stratèges (généraux) respectifs, Léon l’Isaurien et Artabasde.
Léon se proclame empereur (Léon III) pendant l’été 716 après avoir composé avec le calife des Omeyyades, alors en pleins préparatifs d'une offensive. Théodose pour sa part s’allie avec le khan des Bulgares, Tervel, après avoir réglé la question de la frontière entre l’Empire byzantin et l’Empire bulgare. Léon marche alors contre Constantinople, s’emparant au passage de Nicomédie où il fait de nombreux prisonniers dont le fils de Théodose. L’empereur se rend au conseil du patriarche Germain et du Sénat, négociant sa vie et celle de son fils contre son abdication et sa reconnaissance de Léon comme empereur. Ce dernier entre dans Constantinople le 25 mars 717 et permet effectivement à Théodose et à son fils de se retirer dans un monastère. Selon certaines hypothèses, Théodose devait plus tard devenir évêque d’Éphèse où il meurt à une date indéterminée.

## Contexte historique

L’Asie mineure byzantine (Anatolie) et la frontière entre les deux empires, le Califat omeyyade et l'Empire byzantin, en 780.

Après la levée du siège de Constantinople (674-678), le Califat omeyyade et l’Empire byzantin jouissent d’une période de paix jusqu’à ce que l’empereur Justinien II (r.  685-695 ; 705-711) pendant son deuxième règne ne reprenne les hostilités. Il en résulte une série de victoires arabes, la perte du contrôle des principautés d’Arménie et du Caucase par les Byzantins et la perte de nombreuses villes et forteresses,,. Dès 712, les frontières de l’empire commencent à faiblir et les raids arabes en Asie mineure byzantine peuvent s’y enfoncer de plus en plus profondément alors que la réponse byzantine devient de plus en plus faible,. Ces succès enhardissent les Arabes qui commencent à planifier une nouvelle attaque sur Constantinople dès le règne du calife Al-Walīd Ier (r.  705-715). Après sa mort, Sulaymān (r.  715-717) continue les préparatifs,,,, assemblant ses forces dans la plaine de Dabiq, au nord d’Alep, sous le commandement de son frère, Maslama ibn Abd al-Malik.
Parallèlement, sur la frontière nord de l’empire, Slaves et Bulgares constituent un danger de plus en plus sérieux, menaçant le contrôle de Byzance sur les Balkans et la Grèce. Déjà au cours du règne de l’usurpateur Philippicos Bardanès (r.  711-713), les Bulgares sous la conduite de leur khan Tervel se sont avancés en 712 jusque sous les murailles de Constantinople, pillant les abords de la ville où se trouvent les riches villas de l’élite byzantine qui s’y retire l’été.

## Accession au trône

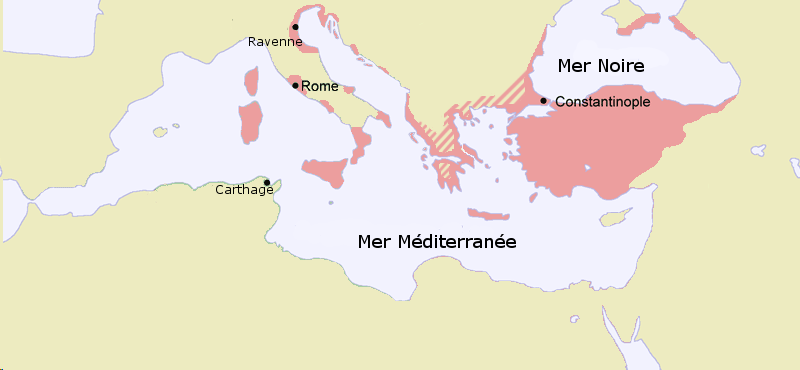
L'Empire byzantin en 717. L'espace hachuré regroupe des régions européennes disputées entre Byzantins, Bulgares et peuples slaves.

Les préparatifs de Sulaymān, y compris la construction d’une flotte de guerre, n’échappent pas à l’empereur Anastase II (r.  713-715) qui a déjà restauré les murailles de Constantinople et amplifié les préparatifs pour parer toute nouvelle attaque contre la capitale. Sous couvert d’une ambassade diplomatique, il envoie le préfet de la ville, Daniel de Sinope, se renseigner sur les desseins de Sulaymān. Il fait amasser des stocks de blé dans les greniers publics, ordonne aux habitants de Constantinople de se constituer une réserve de provisions pour trois ans ou de quitter la ville, fait équiper une flotte et réparer les murs le long de la mer,,. Dans sa Chronique, Théophane le Confesseur affirme que dès 715, Anastase ordonne que les éléments de la flotte armée se réunissent à Rhodes pour avancer de là vers Phoenix. On identifie généralement cette « Phoenix » à l’actuelle Finike en Lycie, mais il peut aussi s’agir de l’actuelle Feneket devant Rhodes, et même de la Phénicie (l’actuel Liban) célèbre par ses forêts de cèdres,,. C’est à cet endroit que les troupes de l’Opsikion se mutinent contre leur commandant Jean le Diacre qu’ils assassinent avant de faire voile vers Adramyttium (aujourd’hui Edremit en Turquie). En cours de route, elles acclament comme empereur un percepteur de taxes de leur province du nom de Théodose qui est forcé d’accepter l’honneur à son corps défendant :

« Lorsque ces criminels arrivèrent à Adramyttium, n’ayant plus de chef, ils trouvèrent un résident de l’endroit du nom de Théodose, percepteur d’impôt de son métier, citoyen privé sans allégeance politique. Ils le pressèrent de devenir empereur, mais lui, s’enfuit dans les collines et s’y cacha. Mais ils le trouvèrent et le forcèrent à accepter leur acclamation comme empereur. »

Théodose est donc acclamé, semble-t-il contre son gré, comme empereur par les troupes de l’Opsikion à Adramyttium vers mai 715,. La Chronique de Zuknin indique qu'il aurait pris comme nom de règne Théodose Constantin mais aucune autre source ne le confirme. Quoi qu'il en soit, Anastase conduit alors son armée en Bithynie, dans le thème de l’Opsikion, pour y mater la révolte. Mais plutôt que de rester sur place pour combattre l’empereur, Théodose et ses partisans dirigent la flotte vers Chrysopolis, sur la côte du Bosphore opposée à Constantinople. En route, il gagne l'alliance de ceux que Théophane appelle les Gothogrecs, des Goths possiblement installés dans la région depuis plusieurs décennies, issus du corps des Optimates. Il conduit un siège de six mois et profite du repli de la flotte loyaliste vers le port de Neorion pour traverser la mer de Marmara et débarquer sur la côte européenne, avant que des opposants à Anastase ne lui ouvrent les portes de la ville dans le quartier des Blachernes, lui permettant de s’emparer de la capitale en novembre 715,,,. Selon le récit de Théophane, un important pillage est l'œuvre des troupes de Théodose, notamment de la part des Goths.
De son côté, Anastase devait demeurer à Nicée six mois au terme desquels il accepte d’abdiquer et de se retirer à Thessalonique où il prit l’habit monastique. La chronologie exacte de ces événements demeure incertaine, même s'il semble acquis que la rébellion dirigée par Théodose s'étale sur approximativement six mois, de mai à novembre. Certaines sources, comme le Necrologium, indique une abdication d'Anastase dès le 1er juin mais Warren Treadgold y voit peut-être la date de la proclamation impériale de Théodose, lequel aurait été couronné empereur vers le mois de septembre, avant qu'Anastase n'abdique formellement quelques semaines plus tard. En effet, Michel le Syrien mentionne un règne de deux ans et cinq mois pour Anastase, à partir de mai ou juin 713. Les discordances dépendraient alors du moment pris pour dater le début du règne de Théodose, qu'il s'agisse de sa proclamation impériale, de son couronnement ou de l'abdication de son prédécesseur.

## Le règne

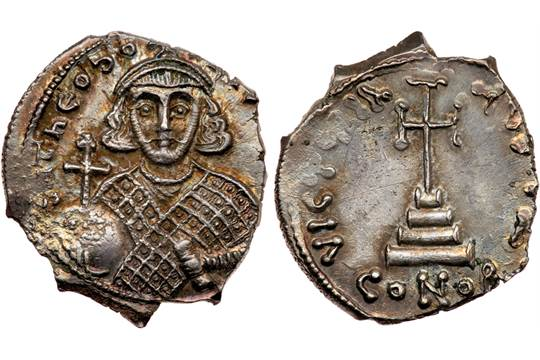
Hexagramme du règne de Théodose III, sur lequel il est représenté avec l'orbe crucigère et l’akakia.

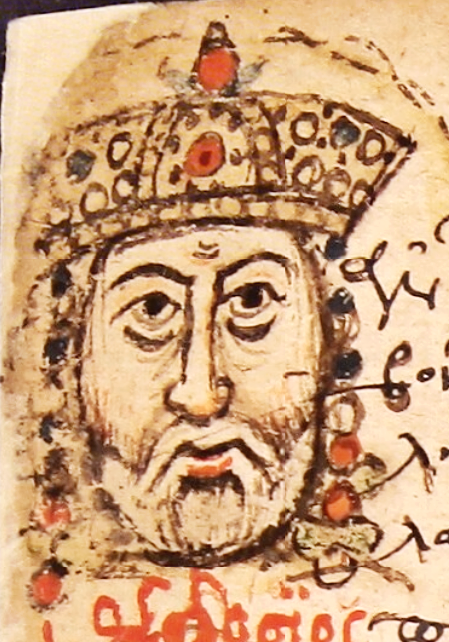
Portrait de Théodose III dans le Mutinensis gr. 122.

Le règne de Théodose III devait être encore plus court que celui de son prédécesseur et reste mal connu. Considéré comme un « incapable », il semble dénué des qualités nécessaires à la fonction impériale. Un de ses premiers gestes aurait été de réinstaller dans le palais impérial la représentation du troisième concile de Constantinople (sixième concile œcuménique) que l’empereur Philippicos Bardanès avait fait enlever, ce qui lui vaut le qualificatif d’ « orthodoxe » dans le Liber Pontificalis, même si plusieurs historiens comme Georg Ostrogorsky attribuent à Anastase II le rétablissement de cette reproduction sur la base du récit d’Agathon le Diacre. Dans l'ensemble, le court règne de Théodose est marqué par son incapacité à imposer son autorité, alors qu'il est perçu comme une marionnette portée au pouvoir par les troupes de l'Opsikion. Plusieurs thèmes ne reconnaissent pas la légitimité de son avènement, notamment ceux des Anatoliques et des Arméniaques sous le commandement de leurs généraux respectifs, Léon l’Isaurien et Artabasde, lesquels sont pourtant restés passifs lors du renversement d'Anastase,. Léon s’autoproclame « empereur » à l’été 716,, et semble négocier l’appui des Arabes ou, tout du moins, une forme d'alliance tacite dans laquelle ils laissent Léon s'emparer du pouvoir. En effet, il est possible qu'ils aient vu dans cette nouvelle guerre civile un facteur d'affaiblissement supplémentaire de l'Empire au moment de prendre sa capitale,.

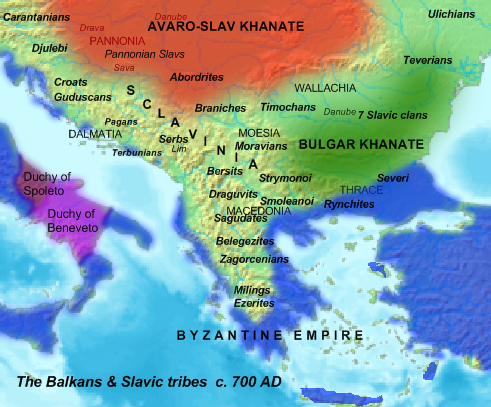
La situation dans les Balkans, telle qu'à peu près stabilisée par le traité de 716.

De son côté, Théodose négocie, par l'intermédiaire du patriarche Germain, un traité avec le khan bulgare Tervel pour obtenir son appui dans l’éventualité d’une attaque des Arabes contre l’Empire. En vertu de ce traité, l'Empire byzantin reconnaît les frontières bulgares, y compris les terres nouvellement acquises de Zagore et fixe la frontière entre les deux pays à partir de Mileoni en Thrace, un lieu non identifié précisément. Byzance s’engage à continuer de payer le tribut annuel à l'Empire bulgare convenu en 679 entre Asparoukh et Constantin IV et confirmé par Justinien II. Les deux empires conviennent d'échanger des réfugiés politiques accusés de comploter contre le pouvoir en place ; finalement, les marchands bulgares obtiennent officiellement l'accès au premier marché d'Europe à Constantinople. Si ce traité confirme une forme d'abandon de souveraineté de l'Empire sur tout un pan des Balkans, il assure une paix précieuse à l'heure du grand danger que font peser les Arabes sur Constantinople. Il n'est d'ailleurs pas exclu que l'intervention des Bulgares contre les Arabes lors du siège de Constantinople alors imminent soit la résultante de ce traité.
Les quelques monnaies retrouvées du règne de Théodose III le montrent portant l’akakia et l'orbe crucigère, deux symboles traditionnels du pouvoir impérial. Dans un effort possible de différenciation avec son prédécesseur, il porte le loros comme vêtement. La succession parfois effrénée des empereurs lors de cette période s'accompagne régulièrement de légères variations de leur représentation sur les monnaies.

## La chute

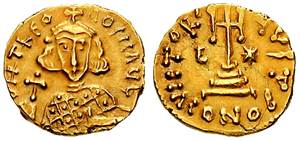
Solidus en or représentant Théodose III avec le loros et l'orbe crucigère, ainsi que la Croix au revers, représentée au-dessus de quelques marches.

Pour sa part, Léon se dirige vers Constantinople peu après s’être autoproclamé, capturant d’abord Nicomédie où, entre autres personnalités, il trouve et fait prisonnier le fils de Théodose ; après quoi, il marche sur Chrysopolis. Ayant appris que son fils avait été fait prisonnier, Théodose, suivant l’avis du patriarche Germain et du Sénat, entre en négociations avec Léon au printemps 717, acceptant d’abdiquer et de reconnaitre Léon comme empereur,,,,. Léon entre dans Constantinople et y prend le pouvoir le 25 mars 717, respectant sa promesse de permettre à Théodose et à son fils de se retirer dans un couvent pour s’y faire moines,,,. Si le Necrologium date la fin du règne de Théodose III au 24 juillet 716, il s'agit plus vraisemblablement de la proclamation impériale de Léon III.
La Chronique de Josué le Stylite donne une interprétation légèrement différente des faits qui conduisent à la chute de Théodose :

« Lorsque l’empereur (Théodose Constantin) vit qu’une armée marchait contre lui et que son commandant militaire, du nom de Léon, était entré en négociations avec elle, son cœur se mit à battre et ses mains à trembler. Il renonça à l’empire, déposa sa couronne et se rasa le crâne. Car, il est une coutume parmi les empereurs des Romains, que si l’un d’entre eux abdique, il se rase le crâne et demeure chez lui, n’ayant plus contact avec son entourage. C’est ce que fit celui-ci. Et même lorsque le général Léon lui envoya un message disant « Prends courage et ne crains pas », on ne put le faire revenir sur sa décision et il renonça à l’empire. »

Après sa déposition, Théodose devient un religieux voire l'évêque d'Éphèse (actuelle Smyrne). Sur cette base, l'historien Graham V. Sumner a essayé d'expliquer l'ascension surprenante de Théodose en en faisant un fils de Tibère III (r.  698-705), doté donc d'une certaine légitimité dynastique. Dans ce cas, Théodose serait présumé mort le 25 juillet 754. Toutefois, des difficultés chronologiques fragilisent cette hypothèse, généralement non retenue par les historiens, même si Tibère a un fils du nom de Théodose. Celui-ci est mentionné comme évêque d'Éphèse en 729 jusqu'en 754 au moins, puisqu'il participe au concile de Hiéreia. En outre, une source plus tardive, le Chronicon Altinate, affirme que Théodose III devient effectivement évêque, sans préciser pendant combien de temps. Cyril Mango estime notamment improbable que Théodose, empereur entre 715 et 717, réapparaisse plusieurs années plus tard comme évêque pendant près de trois décennies. Surtout, il relève que si Théodose peut bien mourir à Éphèse comme clerc, il jouit d'une certaine postérité religieuse qui s'allie mal avec le fait qu'il aurait participé favorablement à un concile iconoclaste, doctrine ensuite largement réprouvée. Quoi qu'il en soit, selon l'auteur plus tardif Georges Cédrène, Théodose serait bien mort à Éphèse et aurait été enterré dans l'église Saint-Philippe, non sans que sa sépulture soit associée à certains miracles,.

#### Source primaire
- (en) Cyril Mango et Roger Scott, The Chronicle of Theophanes Confessor. Byzantine and Near Eastern History, AD 284–813, Oxford University Press, 1997 (ISBN 0-19-822568-7).
- (en) Cyril Mango, Nikephoros, Patriarch of Constantinople, Short History, Dumbarton Oaks, Research Library and Collection, 1990 (lire en ligne).
- (en) Amir Harrack, The Chronicle of Zuqnin, Parts III and IV A.D. 488–775, Toronto, Pontifical Institute of Mediaeval Studies, 1999 (ISBN 978-0-888-44286-4).

#### Sources secondaires
- (en) Khalid Yahya Blankinship, The End of the Jihâd State : The Reign of Hishām Ibn ‘Abd-al Malik and the Collapse of the Umayyads, Albany, State University of New York Press, 1er mars 1994, 399 p. (ISBN 0-7914-1827-8).
- (en) E.W. Brooks, « The Campaign of 716–718 from Arabic Sources », The Journal of Hellenic Studies, The Society for the Promotion of Hellenic Studies, vol. XIX,‎ 1899, p. 19-33 (JSTOR 623841).
- (en) Leslie Brubaker et John Haldon, Byzantium in the Iconoclast Era, C.680-850 : A History, Cambridge University Press, 2011 (ISBN 978-1107626294).
- (en) Nadia El-Cheikh, Byzantium Viewed by the Arabs, Cambridge (Mass) Harvard Center for Middle Eastern Studies, 2004 (ISBN 0-932885-30-6).
- Rodolphe Guilland, « L'Expédition de Maslama contre Constantinople (717-718) », Études byzantines, Paris, Publications de la Faculté des Lettres et Sciences Humaines de Paris,‎ 1959, p. 109-333.
- (en) John Haldon, Byzantium in the Seventh Century: The Transformation of a Culture, Cambridge University Press, 1990 (ISBN 978-0-521-31917-1).
- (en) Walter Emil Kaegi, Byzantine Military Unrest, 471-843 : An Interpretation, Amsterdam, Adolf M. Hakkert, 1981, 404 p. (ISBN 9025609023).
- (en) Alexander Kazhdan (dir.), Oxford Dictionary of Byzantium, New York et Oxford, Oxford University Press, 1991, 1re éd., 3 tom. (ISBN 978-0-19-504652-6 et 0-19-504652-8, LCCN 90023208).
- (de) Ralph-Johannes Lilie, Die byzantinische Reaktion auf die Ausbreitung der Araber. Studien zur Strukturwandlung des byzantinischen Staates im 7. und 8. Jhd, Munich, Institut für Byzantinistik und Neugriechische Philologie der Universität München, 1976.
- (en) Bronwen Neil, « Theodosius III (715–717) », De Imperatoribus Romanis, 2000 (consulté le 18 janvier 2025).
- George Ostrogorsky (trad. Jean Gouillard), Histoire de l'État byzantin, Payot, 1996, 647 p. (ISBN 978-2-228-90206-9).
- (en) Graham Sumner, « Philippicus, Anastasius II and Theodosius III », Greek, Roman, and Byzantine Studies, vol. 17,‎ 1976, p. 287-294 (ISSN 0017-3916).
- (en) Warren Treadgold, « Seven Byzantine revolutions and the chronology of Theophanes », Greek, Roman and Byzantine Studies, vol. 31,‎ 1990, p. 203-227.
- (en) Warren Treadgold, A History of Byzantine State and Society, Stanford University Press, 1997, 1050 p. (ISBN 978-0-8047-2630-6, lire en ligne).
- (en) Warren Treadgold, Byzantium and Its Army, 284–1081, Stanford University Press, 1998 (ISBN 0-8047-3163-2, OCLC 708343459).
- (de) Friedhelm Winkelmann et Ralph-Johannes Lilie, Prosopographie der mittelbyzantinischen Zeit: I. Abteilung (641–867), Walter de Gruyter, 1998 (ISBN 3-11-016673-9).
- (en) Alexandre Vassiliev, A. History of the Byzantine Empire: Vol. 1, 324–1453, University of Wisconsin Press, 1980 (ISBN 978-0-2998-0925-6).